# 3110 Wagman
A 3110 Wagman (ideiglenes jelöléssel 1975 SC) a Naprendszer kisbolygóövében található aszteroida. Henry L. Giclas fedezte fel 1975. szeptember 28-án.